# Жижки
Жижки (словен. Žižki, мађ. Zsizsekszer) је насељено место у општини Чреншовци, Помурска регија, Словенија.

## Историја
До територијалне реорганизације у Словенији били су у саставу старе општине Лендава.

## Становништво
У попису становништва из 2011. године, Жижки су имали 587 становника.
| Број становника према пописима | Број становника према пописима | Број становника према пописима |
| ------------------------------ | ------------------------------ | ------------------------------ |
| 1991                           | 2002                           | 2011                           |
| 664                            | 584                            | 587                            |